# پادمان آژانس بین‌المللی انرژی اتمی

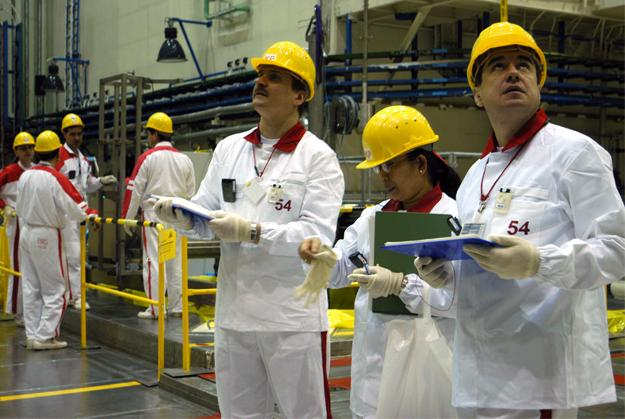
بازرسان آژانس بین اللمللی انرژی اتمی در حال بازرسی نیروگاهی در اسلواکی در سال 2005

پادمان آژانس بین‌المللی انرژی اتمی (انگلیسی: IAEA safeguards) یک سیستم بازرسی و تأیید استفاده صلح آمیز مواد هسته‌ای به عنوان بخشی از پیمان منع گسترش سلاح‌های هسته‌ای (NPT) است که تحت نظارت سازمان آژانس بین‌المللی انرژی هسته‌ای قرار دارد

## اداره و اجرای پادمان‌های آژانس بین‌المللی انرژی اتمی
فعالیت‌های پادمان توسط بخش پادمان که یک اداره جداگانه در آژانس بین‌المللی انرژی اتمی است، انجام می‌شود. این وزارت تا مه ۲۰۱۸ توسط معاون مدیر کل ترو واریورانتا (از فنلاند) رهبری می‌شد. وی در این تاریخ از این سمت استعفا داد.
بیانیه مأموریت بخش پادمان: "نقش اصلی این اداره، حفاظت از محیط زیست، مدیریت و اجرای پادمان‌های آژانس بین‌المللی انرژی هسته ای است. این اداره همچنین با پاسخ به درخواست‌های مربوط به تأیید و کمک‌های فنی مرتبط با توافق‌ها و ترتیبات در امر کنترل و خلع سلاح هسته‌ای. "شرکت می‌کند. این اداره در بخش‌های عملیاتی سازماندهی شده‌است که شامل بازرسانی هستند که بازرسی‌های امنیتی را در کشورهای عضو آژانس انجام می‌دهند تا تأیید کنند که آنها به تعهدات خود در NPT عمل می‌کنند و از تقسیمات این اداره که ابزار و خدمات را برای بازرسان حفاظت فراهم می‌کند، پشتیبانی می‌کنند تا بازرسان مأموریت خود را تکمیل کنند. بازرسی‌های پادمان، برنامه هسته ای هر کشوری که آنرا به آژانس اعلام کرده بررسی می‌کند و فعالیت‌های هسته ای مشاهده شده در کشور را با برنامه آن مقایسه می‌کند.

## بخش‌های عملیات
بخش‌های عملیات به شرح زیر است:
- عملیات: A انجام بازرسی‌های پادمانی در شرق آسیا و استرالیا
- عملیات B: انجام بازرسی‌های پادمانی در خاورمیانه (جنوب غربی آسیا)، آسیای جنوبی، آفریقا و آمریکا؛ این منطقه جغرافیایی همچنین شامل کشورهای اروپایی که عضو اتحادیه اروپا نیستند نیز می‌شود.
- عملیات C: انجام بازرسی در کشورهای عضو اتحادیه اروپا، روسیه و آسیای مرکزی انجام می‌شود.
- عملیات برای تأیید در ایران (مطابق آنچه که در برجام سال ۲۰۱۵ آمده‌است)